# Gerhard Casper

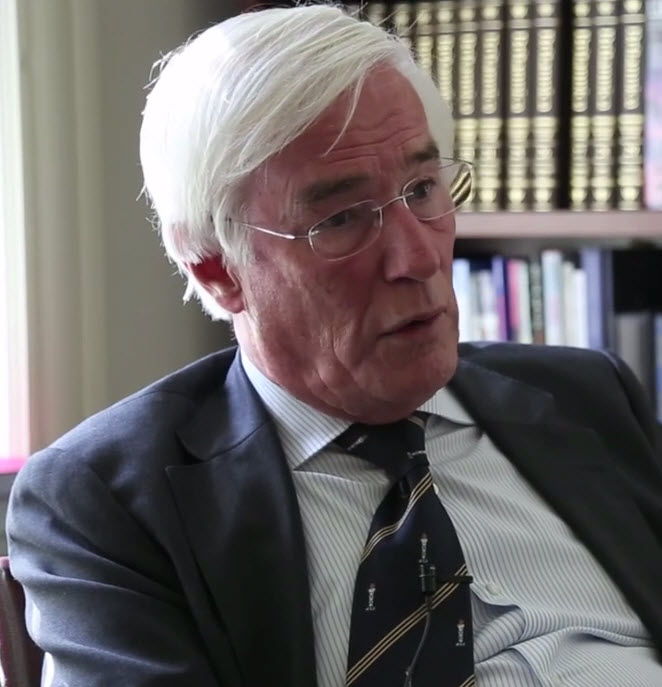
Gerhard Casper (2014)

Gerhard Casper (* 25. Dezember 1937 in Hamburg) ist ein deutsch-amerikanischer Verfassungsjurist und Jura-Professor. Casper war von 1992 bis 2000 Präsident der Stanford University in Kalifornien und von Juli 2015 bis Juli 2016 Interimspräsident der American Academy in Berlin. Von August 2019 bis 24. Januar 2020 war Casper Trustee-in-Residence der American Academy in Berlin.
Er ist Senior Fellow des Freeman Spogli Institute for International Studies (FSI) der Stanford-Universität und Senior Fellow des Stanford Institute for Economic Policy Research (SIEPR). Casper ist außerdem Peter and Helen Bing Professor, Emeritus, Professor of Law, Emeritus, und Professor of Political Science (by courtesy), Emeritus.

## Leben und akademischer Werdegang
Gerhard Casper studierte Rechtswissenschaften an der Albert-Ludwigs-Universität Freiburg, der Yale University und der Universität Hamburg. 1964 wurde er mit der Arbeit Juristischer Realismus und politische Theorie im amerikanischen Rechtsdenken bei Erik Wolf und Horst Ehmke an der Universität Freiburg promoviert.
Von 1964 an lehrte er in den USA, zunächst als Assistenzprofessor für Politikwissenschaften an der University of California, Berkeley, dann als Professor für Jura und Politikwissenschaften an der University of Chicago, an der er zwischen 1989 und 1992 als Provost fungierte. Von 1979 bis 1987 war er Dean der Law School der University of Chicago. Von 1992 bis 2000 war er Präsident der Stanford University.
Er hat mehrere Ehrendoktorate erhalten, darunter eines der Yale University, der Universität Uppsala und eines der Handelshochschule Leipzig. Er ist Mitglied der American Academy of Arts and Sciences.
Caspers Forschungsinteressen liegen in den Bereichen Verfassungsrecht, Verfassungsgeschichte, Vergleichende Rechtswissenschaft und Rechtstheorie. Er hat mehrere Bücher veröffentlicht und war von 1977 bis 1990 Herausgeber des The Supreme Court Review. Zudem nimmt Casper an öffentlichen bildungs- und hochschulpolitischen Debatten in Deutschland und den USA teil.

### Präsident der Stanford University
1992 wurde Casper der neunte Präsident der US-amerikanischen Stanford University in Kalifornien. Während seiner Präsidentschaft ging er eine Vielzahl von Neuerungen an der Universität an, vom Wiederaufbau des Campus nach dem Loma-Prieta-Erdbeben 1989, über Innovationen im Curriculum und bei Studiengängen, bis zur Lösung des Finanzierungskonfliktes mit der Bundesregierung der USA.
Casper sorgte unter anderem dafür, dass die finanzielle Unterstützung ausgebaut wurde. Die Hochschulverwaltung strukturierte er um und vereinfachte die Bürokratie. Durch die Integration des Alumni-Netzwerkes 1998 konnte Casper die Kontaktpflege zu Absolventen weltweit verbessern und erzielte damit einen bedeutenden Anstieg von Spenden an die Universität.
Zusätzlich verbesserte Casper während seiner Präsidentschaft die Infrastruktur auf dem Campus erheblich und lockte mit Ausschreibungen renommierte Architekten für den Bau neuer Gebäude an.
Gleichzeitig führte Casper Stipendien für Graduierte ein (Stanford Graduate Fellowships), um damit die besten Doktoranden anzuziehen und ihnen die Möglichkeit zu geben, ihre Forschung unabhängig von Sponsoren zu betreiben. Zudem förderte er die Rekrutierung und Vertragsverlängerung von Fakultätsmitgliedern, die sowohl in der Forschung als auch in der Lehre herausragende Leistungen erbracht hatten. Dies wurde durch Forschungszuschüsse auf der Ebene der Juniorprofessoren in den drei Fakultäten, die undergraduate Abschlüsse verleihen, erreicht: Geowissenschaft, Ingenieurwissenschaft und Humanities & Sciences.
Caspers Commission on Undergraduate Education war die erste umfassende Untersuchung der Ausbildung in Stanford in 25 Jahren. Die Kommission und weitere Initiativen der Fachbereiche führten zu einem neuen Ansatz in der Lehre. Das Programm Stanford Introductory Studies (SIS) bietet eine Einführung in die Arbeit in kleinen Gruppen sowie erste Forschungserfahrungen für Studenten in den ersten zwei Studienjahren.
Während seiner Zeit als Präsident erhielt die Universität eine Rekordzahl an Bewerbungen und die höchste Quote an Einschreibungen der zugelassenen Studenten. Sieben Wissenschaftler der Universität erhielten in dieser Zeit Nobelpreise.
1993 wählte Casper Condoleezza Rice als Provost. Ihr Nachfolger war John L. Hennessy, der Casper 2000 als zehnter Präsident der Universität ablöste. Über seine Zeit als Präsident der Stanford University schrieb Casper ein Buch, Cares of the University (Stanford, CA, 1997), in dem er viele Probleme der Universitäten und des Hochschulsystems adressiert. 2014 erschien sein Buch "The Winds of Freedom: Addressing Challenges to the University" bei Yale University Press.

### University of Chicago
Gerhard Casper war von 1989 bis 1992 Provost der University of Chicago. Von 1979 bis 1987 war er Dean der University of Chicago Law School.

### American Academy in Berlin
Seit August 2019 ist Gerhard Casper Trustee-in-Residence der American Academy in Berlin, einer Kultur- und Forschungsinstitution, die den kulturellen und akademischen Austausch zwischen Deutschland und den USA fördert. Casper wurde 2000 Mitglied des Kuratoriums und diente von Juli 2015 bis Juli 2016 als Interimspräsident der Institution.
Die American Academy in Berlin wurde 1994 auf Initiative des damaligen amerikanischen Botschafters in Berlin, Richard Holbrooke, gegründet. Die unabhängige und privat finanzierte Institution mit Sitz in Berlin verschreibt sich der Pflege der langfristigen intellektuellen, kulturellen und politischen Beziehungen Deutschlands und der USA. Seit die Academy 1998 eröffnet wurde, hat sie ein weitreichendes Netzwerk in akademischen, kulturellen, politischen und wirtschaftlichen Kreisen ausgebaut. Das interkulturelle und interdisziplinäre Umfeld und das kreative Programm haben die Academy zu einem angesehenen Zentrum werden lassen. So erklärte das deutsche Wochenmagazin Der Spiegel die American Academy in Berlin zum „wichtigsten Zentrum amerikanischen Geisteslebens außerhalb der USA“.

### Aufbau der neuen Technischen Universität Nürnberg
Seit 2017 sitzt Casper in der Kommission zur Entwicklung der neuen Technischen Universität Nürnberg. Dabei setzt er sich dafür ein, dass an der neuen TU Nürnberg von Anfang an großer Wert auf eine starke Verbindung aus Forschung und Lehre gelegt und das digitale Lernen gefördert wird. Weiterhin strebt Casper an der TU Nürnberg ein Professoren-Studenten-Betreuungsverhältnis nach amerikanischem Vorbild an.

## Reden und Veröffentlichungen
Gerhard Casper ist Autor zahlreicher akademischen Artikel auf Deutsch und Englisch. Sein neustes Buch ist "The Winds of Freedom: Addressing Challenges to the University", veröffentlicht 2014 von Yale University Press. Seine erste Veröffentlichung war "Juristischer Realismus und politische Theorie im amerikanischen Rechtsdenken" von 1967.
Casper spricht zu unterschiedlichen Themen im Bereich Hochschulbildung und Verfassungsrecht. Er hat zum Beispiel eine Festrede beim Staatsakt zur Feier des fünfzigjährigen Bestehens des Bundesverfassungsgerichts am 28. September 2001 in Karlsruhe gehalten.

## Auszeichnungen und Ehrungen
Casper ist Mitglied diverser renommierter akademischer Institute, unter anderem des American Law Institute, der International Academy of Comparative Law, der American Academy of Arts and Sciences, der American Philosophical Society, des Orden Pour le Mérite für Wissenschaften und Künste und der American Philosophical Society. 2006 hatte er zudem den Kluge Chair in American Law and Governance der Library of Congress inne. Casper hat zahlreiche Ehrendoktorwürden erhalten. Von 1980 bis 2010 wirkte Casper im Rat des American Law Institute und ist weiterhin als Emeritus involviert, 2014 erhielt er von dem Institut außerdem eine Auszeichnung für hervorragende Dienste.
Von 2000 bis 2008 diente er als Treuhänder der Yale University. Er war von 2010 bis 2016 Vorsitzender des Rats der Terra Foundation for American Art. Er ist Treuhänder der Central European University in Budapest, Vorsitzender des Internationalen Rates des Israel Democracy Institute und Mitglied des Internationalen Beirats der Europäischen Universität Sankt Petersburg, sowie der Koç University, Istanbul.

## Schriften
- Juristischer Realismus und politische Theorie im amerikanischen Rechtsdenken. Duncker & Humblot, Berlin 1967, ISBN 3-428-00294-6.
- Redefreiheit und Ehrenschutz – Anmerkungen zu den Grundlagen der neueren amerikanischen und deutschen Rechtsprechung. Müller, Karlsruhe 1971, ISBN 3-7880-0038-4.
- mit Richard A. Posner: The Workload of the Supreme Court. American Bar Foundation, Chicago 1976, ISBN 0-910058-78-4.
- mit Hans Zeisel: Der Laienrichter im Strafprozess. Müller, Karlsruhe 1979, ISBN 3-8114-4077-2.
- Separating Power. Essays on the Founding Period. Harvard University Press, Cambridge MA 1997, ISBN 0-674-80140-7.
- Cares of the University. Five-Year Report to the Board of Trustees and the. Academic Council of Stanford University. Stanford CA 1997, OCLC 58947857.
- Die Karlsruher Republik. In: Zeitschrift für Rechtspolitik. Mai 2002.
- als Herausgeber mit Arnulf Melzer: Wie gestaltet man Spitzenuniversitäten? Antworten auf internationale Herausforderungen. Bachem, Köln 2001, ISBN 3-7616-1513-2.
- The Winds of Freedom: Addressing Challenges to the University. Yale University Press, New Haven 2014, ISBN 978-0-300-19691-7.